# Gerhard Arnold
Gerhard Arnold (* 4. Dezember 1927 in Waldgirmes; † 14. Januar 1984) war ein deutscher Jurist, Verwaltungsbeamter und Politiker (SPD).

## Leben
Gerhard Arnold wurde in eine Lehrerfamilie geboren. Er besuchte das Gymnasium in Wetzlar, wurde 1943 als Luftwaffenhelfer verpflichtet und leistete im Anschluss Reichsarbeitsdienst. Nach seiner Einberufung zur Wehrmacht nahm er als Soldat am Zweiten Weltkrieg teil. Zuletzt geriet er in Frankreich in Kriegsgefangenschaft. Von 1948 bis 1952 studierte er Rechts- und Staatswissenschaften an den Universitäten in Würzburg und Marburg. 1954 wurde er zum Doktor der Rechte promoviert und 1956 bestand er das Zweite Juristische Staatsexamen.
Arnold schlug eine Laufbahn als Verwaltungsbeamter beim Regierungsbezirk Kassel ein, war dort von 1956 bis 1966 als Dezernent in der Schulabteilung tätig und beteiligte sich an der Landschulreform.
Er trat 1955 in die SPD ein und war Mitglied im Kreistag des Landkreises Hofgeismar. Vom 1. Juli 1966 bis zum 30. Juli 1972, als der Kreis im Zuge der Gebietsreform in Hessen aufgelöst wurde, amtierte er als Landrat. Während seiner Amtszeit engagierte er sich für den Sportstätten- und Schulbau, dem Ausbau des Kreisstraßennetzes und der Förderung des Fremdenverkehrs. Des Weiteren war er an der Planung des Tierparks Sababurg beteiligt. Bei der Bundestagswahl im September 1969 kandidierte er auf Platz 58 der Landesliste der SPD Hessen, konnte jedoch nicht als Abgeordneter in den Deutschen Bundestag einziehen.
Nachdem er im Zusammenhang der kommunalen Neugliederung sein Amt verloren hatte, war Arnold nunmehr Mitglied im Kreistag des neugebildeten Landkreises Kassel, dem er vom 19. Dezember 1974 bis zum 6. Februar 1975 als Erster Kreisbeigeordneter und vom 7. Februar 1975 bis zu seiner Verabschiedung am 6. Februar 1981 als Landrat vorstand. Daneben übernahm er die Funktion als Schul- und Baudezernent. In die Phase seiner Amtszeit fielen der Neu- und Erweiterungsbau von 14 Gesamtschulen, des Oberstufengymnasiums und der Kreisberufsschule in Oberzwehren sowie zahlreiche Turn- und Großsporthallen, außerdem die Erweiterung des Kreiskrankenhauses Hofgeismar und die Weiterentwicklung des Tierparks Sababurg.

## Ehrungen
- 1981: Freiherr-vom-Stein-Plakette[4]